# Championnats d'Europe d'aviron 1938
Navigation
Édition précédente Édition suivante
Les championnats d'Europe d'aviron 1938, trente-huitième édition des championnats d'Europe d'aviron, ont lieu en 1938 à Milan, en Italie, sur le plan d'eau de l'Idroscalo.
Le deux avec barreur Bouton-Sauvestre termine quatrième du championnat (après avoir été sixième en 1937).